# Laadla
Laadla is een plaats in de Estlandse gemeente Saaremaa, provincie Saaremaa. De plaats heeft de status van dorp (Estisch: küla) en telt 20 inwoners (2021).
Tot in oktober 2017 lag Laadla in de gemeente Torgu. In die maand ging Torgu op in de fusiegemeente Saaremaa.
Laadla ligt op het schiereiland Sõrve, onderdeel van het eiland Saaremaa.

## Geschiedenis
De plaats werd in 1572 voor het eerst genoemd onder de naam Laddiel. Later lag ze op het landgoed Torgu. Het vroegere landhuis van Torgu, dat verloren is gegaan, lag op het grondgebied van Laadla.
Tussen 1977 en 1997 maakte het buurdorp Türju deel uit van Laadla. In 1997 werd het weer een zelfstandig dorp.